# Caranx caninus
 Caranx caninus és un peix teleosti de la família dels caràngids i de l'ordre dels perciformes.

## Morfologia
Pot arribar als 101 cm de llargària total i als 17,7 kg de pes.

## Distribució geogràfica
Es troba des de les costes de San Diego (Califòrnia, Estats Units) fins a les del Perú, incloent-hi el Golf de Califòrnia i les Illes Galápagos.